# Alplesspitze
Die Alplesspitze, auch Große Alplesspitze, ist ein 3149 m ü. A. hoher Berggipfel des Panargenkamms in der Venedigergruppe. Der Gipfel liegt im Nordwesten Osttirols und ist der zweithöchste Punkt des Panargenkamms. Die Alplesspitze wurde erstmals am 13. Juli 1896 durch Ludwig Purtscheller und Josef Erlsbacher über den Südanstieg bestiegen.

## Lage
Die Alplesspitze liegt in der Gemeinde St. Jakob in Defereggen und besteht aus dem Nordwestgipfel (3112 m ü. A.), dem Mittel- oder Hauptgipfel (3149 m ü. A.) und dem Ostgipfel (auch Kleine Alplesspitze, 3067 m ü. A.). Südöstlich befinden sich Westliche Erlsbacher Spitze (3035 m ü. A.), Östliche Erlsbacher Spitze (3015 m ü. A.) und Seespitze (3021 m ü. A.), im Nordwesten trennt die Panargenscharte (2891 m ü. A.) die Alplesspitze vom Ostgipfel des Keeseggs (3088 m ü. A.). Die Breite Nordwand der Alplesspitze fällt in das Trojeralmtal ab. Der Südwestgrat der Alplesspitze verläuft über die Panargenlenke (2769 m ü. A.) und den Gratkopf zur Hutnerscharte (2770 m ü. A.) und weiter zur Hutnerspitze (2855 m ü. A.) ins Schwarzachtal. Im Süden liegen die Alplesseen, im Südwesten der Großbachsee.

## Aufstiegsmöglichkeiten
Der Normalweg auf die Alplesspitze führt vom Alpengasthaus Oberhaus über die Oberhausalmhütte bergan zum Ochsenhof und danach weiter entlang des Großbaches. Durch eine Rinne, die vom Südwestgrat des Nordwestgipfels sowie dem Südwestgrat des Hauptgipfels begrenzt wird führt der Anstieg schließlich über die oberste Scharte des Südwestgrats der Alplesspitze zum Hauptgipfel. (II). Alternativ bietet sich die Besteigung über den Südwestgrat aus der Panargenlenke (II) oder über Erlsbach und den Oberen Alplessee (II) an. Schwierigere Varianten stellen die Begehung des Nordwestgrats aus der Panargenscharte (III+) oder die Begehung der Nordostwand aus dem Trojer Almtal (III) dar.